# Jisugwimundo

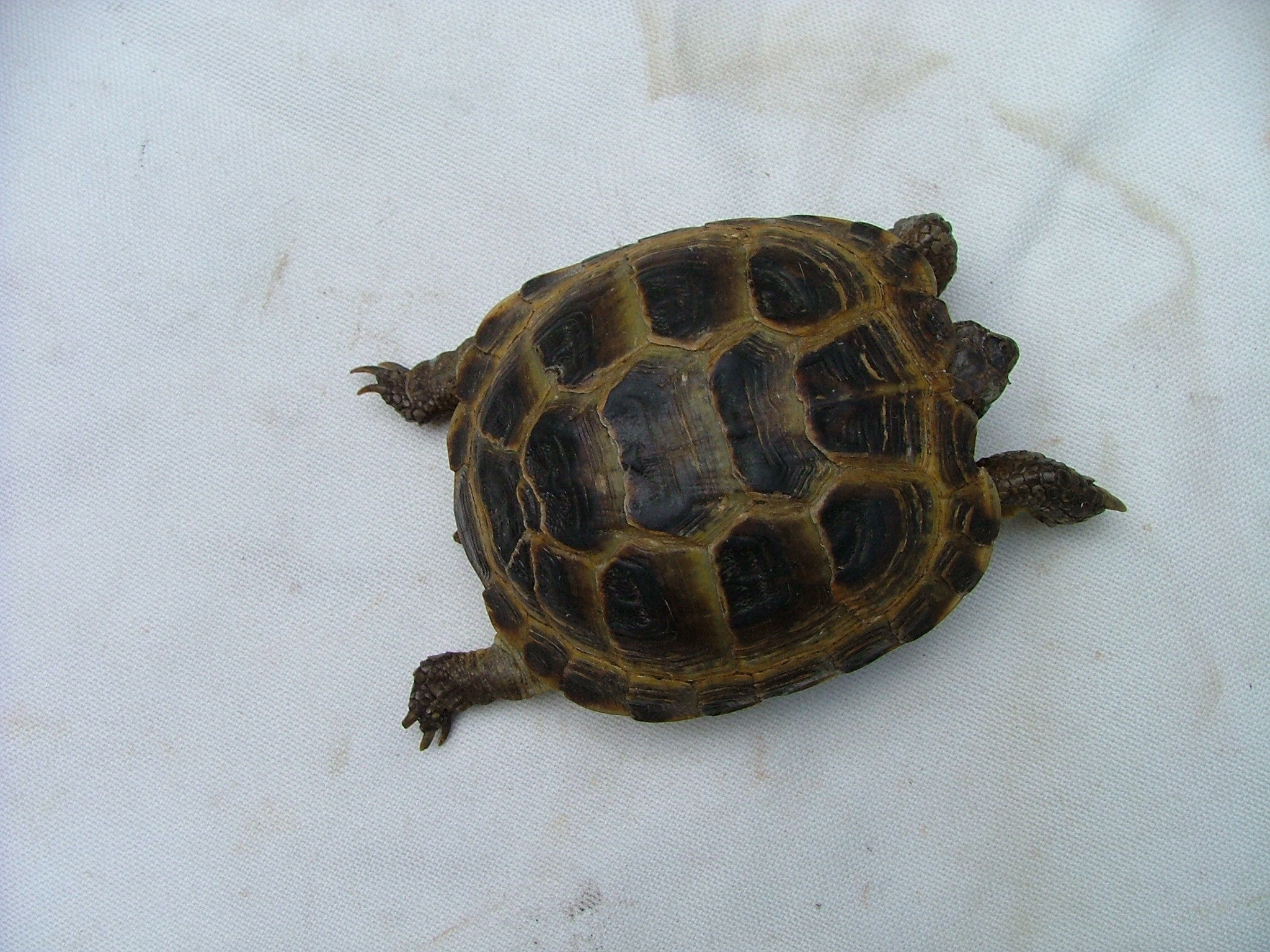
Vierteenlandschildpad met zeshoekige schildplaten

Jisugwimundo of Jisuguimundo (Koreaans: 지수귀문도 "zeshoekig schildpadprobleem") is een wiskundig probleem uitgevonden door Suk-Jung Choi (1646-1715), Koreaans wiskundige en eerste minister in de Joseondynastie. De naam verwijst naar de zeshoekige schildplaten van sommige schildpadden.
In een graaf waarin de knopen op de hoekpunten van zeshoeken staan, moet men in de knopen de getallen van 1 tot N (het aantal knopen) invullen, zodanig dat de som van de zes getallen rond elke zeshoek dezelfde is. Die som noemt men de magische som.
Dit probleem is een variatie op magische vierkanten, maar met eigen, specifieke eigenschappen. De knopen in de graaf kunnen tot een, twee of drie zeshoeken behoren en de getallen kunnen dus een-, twee- of driemaal meegeteld worden. De zeshoeken kunnen op verschillende manieren gerangschikt zijn, bijvoorbeeld in de vorm van een ruit, een driehoek of een zeshoek.
Choi publiceerde een ruitvormig rooster van negen zeshoeken, diagonaal gerangschikt in drie rijen van drie, of anders gezegd, in een 1-2-3-2-1-formatie. Deze graaf heeft dertig knopen, met daarin de getallen van 1 tot 30, zodanig dat de som rond elke zeshoek gelijk is aan 93:
Door een andere rangschikking van de getallen kan men een andere magische som bekomen; in dit rooster kan de magische som tussen 77 en 109 liggen. Voor een rooster van vier zeshoeken in de formatie 1-2-1, ligt de magische som tussen 40 en 62.